# Lipsothrix nigrilinea
Lipsothrix nigrilinea är en tvåvingeart som först beskrevs av Doane 1900.  Lipsothrix nigrilinea ingår i släktet Lipsothrix och familjen småharkrankar. Inga underarter finns listade i Catalogue of Life.